# Birchover
Birchover est un village anglais situé dans le comté du Derbyshire, dans les Midlands de l'Est.

## Géographie
Le village est situé à une cinquantaine de kilomètres au nord-ouest de Nottingham.

## Climat
Birchover possède un climat tempéré (classification de Köppen Cfb) ; la température moyenne annuelle est de 8,8 °C, et la moyenne des précipitations annuelles est de 919 mm.

## Histoire
Birchover apparaît en 1086 dans le Domesday Book comme possession du baron anglo-normand Henri de Ferrières.

## Lieux et monuments
- Cork Stone (affleurement).
- Nine Ladies (cromlech).
- Église Saint-Michel de Birchover (XVIIIe siècle).

## Personnalités liées à Birchover
- Eddie Shimwell (en) (1920–1988), footballer, né à Birchover.
- Harold MacMichael (1882–1969), administrateur colonial britannique, né à Birchover.